# Mythbuntu
O Mythbuntu foi uma distribuição comunitária reconhecida pela Canonical (empresa que detém os direitos da marca Ubuntu) como uma de seus Sabores oficiais "Ubuntu Flavors" bem como Kubuntu, Lubuntu, Xubuntu, Ubuntu Kylin, Ubuntu Budgie, Ubuntu Mate,  Ubuntu Studio.
Sabores do Ubuntu
Os sabores do Ubuntu oferecem uma maneira única de experimentar o Ubuntu, cada um com sua própria escolha de aplicativos e configurações padrão. Os sabores do Ubuntu são apoiados pelo arquivo Ubuntu completo para pacotes e atualizações.
Derivada do ubuntu, o Mythbuntu foi teve como primeiro lançamento a versão 9.10 em 22 de outubro de 2009  e perdurou até 21 de abril de 2016 quando foi seu último lançamento 16.04, uma nota sobre a descontinuação do projeto foi anunciada em 5 de novembro de 2016:
Os fãs do Mythbuntu , uma distribuição baseada no Ubuntu para configurar os sistemas MythTV, ficarão desapontados ao saber que os desenvolvedores do projeto decidiram interromper a distribuição. Na mensagem de despedida da equipe, eles relatam que o número de desenvolvedores trabalhando no Mythbuntu diminuiu de dez para dois. Embora o Mythbuntu não seja mais desenvolvido, os usuários do MythTV poderão continuar usando os pacotes fornecidos pela equipe em outras distribuições baseadas no Ubuntu. "O MythTV continuará disponível nos repositórios, como em qualquer outro pacote. Para usuários que desejam instalar novas instalações, não haverá mais um ISO, o pacote mythbuntu-desktop, nem o Mythbuntu-Control-Center. Recomendamos a instalação de uma distribuição limitada (talvez o Xubuntu), adicione o Mythbuntu Repos e instale e configure o MythTV a partir daí. Para usuários que procuram versões atualizadas do MythTV, continuaremos fornecendo essas atualizações por meio do nosso PPA."
Focada em ser uma plataforma multimídia feita para tocar vídeo, usando o software MythTV como base. Usando o Xfce, característico do Xubuntu, como base, de forma a evitar o consumo de recursos de hardware, como memória RAM para o sistema e direciona-los ao processamento dos vídeos. Além de tocar vídeo, o MythTV também pôde gravar conteúdo, se o micro tivesse placas de captura instaladas. O sistema Mythbuntu também pôde funcionar como um servidor de streaming para o conteúdo armazenado, já que vários programas e dispositivos de vídeo conectam-se a uma instalação do MythTV. Outro recurso legal, para quem tinha em mente distribuir conteúdo em uma rede, foi a possibilidade de usar o Mythbuntu como servidor de imagens de HD, também capazes de rodar o MythTV. Dessa forma, máquinas da rede puderam ser rapidamente configuradas como players multimídia, dispensando a instalação manual de um sistema operacional.
Com o avanço do então XBMC Media Center, atualmente KODI o sistema acabou se tornando dispensável provocando uma debandada dos usuários do sistema, a bancada de desenvolvedores também foi se esvaziando, em seus momentos mais "gloriosos" a equipe contava com 10 desenvolvedores, quando o anúncio da descontinuação do sistema foi anunciado conforme nota acima só restavam dos 10 apenas 2. Foi um final sem choro nem queima de fogos, uma morte silenciosa, apenas 2 seguraram a alça do caixão; não houve que comparecesse ao cortejo fúnebre. Hoje o Mithbuntu é apenas mais uma das tantas que ocupam seu lugar no arquivo morto do ranking Distrowatch.